# Поляни (дем Мъглен)
Поляни или Поляне (на гръцки: Πολυκάρπη, Поликарпи, катаревуса: Πολυκάρπιον, Поликарпион, до 1925 година Πόλιανη, Поляни) е село в Егейска Македония, Гърция, в дем Мъглен (Алмопия) на административна област Централна Македония.

## География
Поляни е разположено на 160 m в западната част на котловината Мъглен (Моглена), на 7 километра югозападно от демовия център Съботско (Аридеа) и на 16 km северно от Воден (Едеса).

## История

### В Османската империя
В XIX век Поляни е село във Воденска каза на Османската империя. Според Стефан Веркович към края на XIX век Поляни (Поляне) е смесено българо-християнско и българо-мохамеданско селище с мъжко население 443 души и 131 домакинства.
В „Етнография на вилаетите Адрианопол, Монастир и Салоника“, издадена в Константинопол в 1878 година и отразяваща статистиката на населението от 1873 година, Поляни (Polyani) е посочено като село във Воденска каза с 225 къщи и 140 жители българи и 715 помаци. Съгласно статистиката на Васил Кънчов („Македония. Етнография и статистика“) към 1900 година в Поляни живеят 150 българи християни и 1100 българи мохамедани.
Християнското население на Поляни е под върховенството на Българската екзархия. Според секретаря на екзархията Димитър Мишев („La Macédoine et sa Population Chrétienne“) в 1905 година в Полени (Poleni) има 200 българи екзархисти. В 1909 година в Поляни е открито българско училище.
Екзархийската статистика за Воденската каза от 1912 година води селото с 1100 българи мохамедани и 94 българи християни.

### В Гърция
През Балканската война в 1912 година селото е окупирано от гръцки части и остава в Гърция след Междусъюзническата война в 1913 година. Боривое Милоевич пише в 1921 година („Южна Македония“), че Поляни (Полjани) има 260 къщи славяни мохамедани и 15 къщи цигани християни.
След Гръцко-турската война, в 1924 година мюсюлманското население на Поляни е изселено в Турция и в селото са настанени 953 гърци бежанци от Мала Азия. В 1925 година е преименувано на Поликарпи. Според преброяването от 1928 година селото е смесено местно-бежанско с 301 бежански семейства и 1123 души.
От 1553 жители в 1940 година 120 са местни, а останалите бежанци. Селото пострадва от Гражданската война (1946 - 1949). Населението намалява и поради изселване в големите градове.
В 1981 година селото има 1046 жители. Според изследване от 1993 година селото е чисто „бежанско“, като турският език в него е запазен на средно ниво.
Землището на селото е полско и се напоява добре. Селото произвежда пипер, десертно грозде, овошки, тютюн, жито.
| Име       | Име         | Ново име     | Ново име     | Описание                                 |
| --------- | ----------- | ------------ | ------------ | ---------------------------------------- |
| Сушица    | Σουΐτσα     | Ксеропотамос | Ξεροπόταμος  |                                          |
| Градища   | Κράτιστα    | Палюри       | Παλιούρι     | възвишение на Ю от Поляни (410 m)        |
| Поляни    | Πόλιανη     | Крифи        | Κρυφή        | възвишение на И от Поляни (182 m)        |
| Бела вода | Μπέλλα Βόδα | Аспропотамос | Άσπροπόταμος | река на И от Поляни, приток на Мъгленица |

| Година    | 1913 | 1920 | 1928 | 1940 | 1951 | 1961 | 1971 | 1981 | 1991 | 2001 | 2011 | 2021 |
| --------- | ---- | ---- | ---- | ---- | ---- | ---- | ---- | ---- | ---- | ---- | ---- | ---- |
| Население | 1439 | 1178 | 1070 | 1553 | 1264 | 1348 | 1155 | 1046 | 1141 | 1071 | 1049 | 868  |